# Cosséens
Vous lisez un « bon article » labellisé en 2017.
Sauf précision contraire, les dates de cet article sont sous-entendues « avant l'ère commune » (AEC), c'est-à-dire « avant Jésus-Christ ».
Les Cosséens (Κοσσαίοι en grec ancien) sont un peuple nomade vivant dans les montagnes du Zagros. Ils apparaissent aux yeux des auteurs grecs, principales sources d'information pour la connaissance de ce peuple, comme de féroces barbares. Reconnaissant la suzeraineté achéménide, ils demeurent cependant autonomes au sein de l'empire perse. Cette autonomie est garantie par le contrôle de défilés situés le long d'une des routes royales reliant Suse à Ecbatane. Une fois par an, les chefs cosséens rencontrent le grand roi et se font remettre des présents en échange du passage de la caravane royale dans la région et de la fourniture d'un contingent engagé dans l'armée perse. Ces rapports subtils sont remis en cause lors de la conquête de l'empire achéménide par Alexandre le Grand ; le conquérant et ses successeurs antigonides puis séleucides tentent d'intégrer les Cosséens dans les empires grecs qui exercent leur autorité sur la région : Alexandre y parvient en 323, Antigone échoue en 317. À la suite de cet échec, les Séleucides ne mènent aucune tentative sérieuse pour soumettre ce peuple, dont la dernière mention dans les sources remonte aux années 160.

## Les Cosséens dans l'histoire

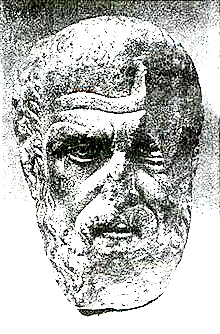
Les sources hellénistiques, pour la plupart perdues, reprises par Arrien, donnent à ce dernier des indications précises sur ce peuple.

### Sources
Ce peuple demeure peu connu ; en effet, les sources antiques, qui évoquent son existence à partir de sa conquête par Alexandre le Grand, semblent avoir des Cosséens une connaissance lacunaire et limitée, chaque auteur mentionnant leur existence divergeant sur la région qu'ils habitent. Cependant, les rapports particuliers entretenus par les Cosséens avec le pouvoir achéménide, documentés, permettent de connaître l'existence de ce petit peuple, par ailleurs mal appréhendé par les historiens antiques et modernes,,,.
Les campagnes militaires hellénistiques fournissent également aux historiens antiques l'occasion de digressions sur ce peuple. Ainsi, Arrien les évoque longuement dans les chapitres consacrés aux campagnes d'Alexandre dans les montagnes du Louristan. Ces digressions ne donnent pas d'indications précises sur les Cosséens. Cependant, ces mêmes sources les présentent comme des montagnards peureux, guerriers impénitents mais prompts à la dérobade,,,.

### Historiographie
À la suite de Vincenc Prasek, l'historiographie place les Cosséens parmi les Indo-européens. Cependant, comme le rappelle Pierre Briant sans plus de précision, cette interprétation est remise en cause depuis le début du XXe siècle, notamment en raison de l'existence d'une archerie d'élite.
Les opinions diffèrent concernant leurs liens avec les Kissiens. Daniel Potts énumère les différents avis. Certains, comme Carl Ferdinand Lehmann-Haupt et George Glenn Cameron, considèrent les Kissiens et les Cosséens comme deux peuples distincts. D'autres comme Friedrich Delitzsch et Adolf Billerbeck voient dans les deux noms des variantes d'un même ethnonyme, qui dérive de l'akkadien Kaššu ou Kassite.
Pierre Briant utilise l'exemple des Cosséens et des Ouxiens pour montrer la nécessité de prendre en compte la perspective distordue des sources gréco-romaines. Celles-ci doivent être considérées dans le contexte des Achéménides. Une nouvelle analyse de ces sources ainsi que des « Katarraktai » du Tigre montre que les Cosséens n'étaient pas des « brigands » des montagnes pour le roi de Perse Darius III. Sur la base de tablettes trouvées à Persépolis, Wouter Henkelman affirme que les tribus pastorales des monts Zagros ont pu bénéficier d'échanges sous la forme de céréales ou de vin en contrepartie de la fourniture en animaux nécessaires pour les sacrifices religieux de la capitale,.

### Localisation

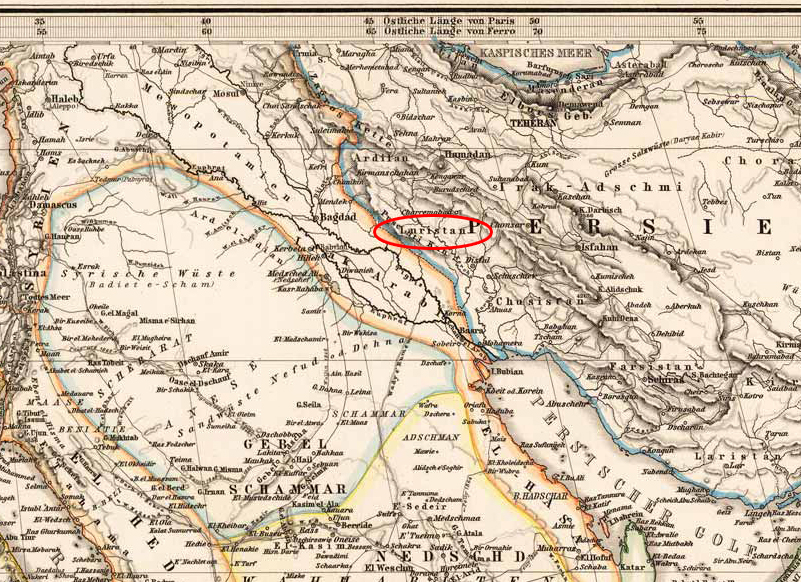
Le Louristan (entouré en rouge) sur une carte du Moyen-Orient datant de 1875.

Les sources demeurent divergentes quant à la localisation de la Kossaia, la région où vivent les Cosséens.
Néarque, le premier Grec qui en a des connaissances de première main, les place dans un territoire voisin des Mèdes et affirme ailleurs qu'ils sont aussi voisins des Ouxiens. Ses textes, perdus, sont connus par les résumés de Strabon dans la Géographie et d'Arrien dans l'Anabase d'Alexandre,.
Strabon situe la Kossaia à proximité de « celle où vivent les Mèdes », c'est-à-dire la Médie, sans plus de précision. Diodore de Sicile, reprenant Polybe, situe leur habitat dans le Louristan, le long de la route directe mais escarpée, reliant Suse à Ecbatane, le long de laquelle ils contrôlent quelques défilés secondaires, les faisant voisins des Mèdes et des Ouxiens. Ptolémée, enfin, situe la Kossaia à proximité de l'Assyrie,,,,.
Le territoire qu'ils occupent est décrit par Strabon comme petit, pauvre et aride ; cette description permet au géographe d'expliquer ainsi leurs expéditions de pillage contre les populations voisines.

## Mode de vie

### Des barbares
Selon les sources antiques, les Cosséens constituent l'incarnation de la barbarie absolue. Ils vivraient dans des cavernes et se nourriraient des fruits de la chasse et de la cueillette. Selon Diodore de Sicile, ils se nourrissent de glands, de champignons et des produits de la chasse. Cependant, il apparaît plus vraisemblable que ce peuple nomade pratique l'élevage ovin. Le nomadisme est attesté, selon Hérodote, par la forte proportion de lait et de viande dans leur alimentation. Pour subsister, les Cosséens multiplient les raids de pillage contre leurs voisins, selon Diodore de Sicile, et Strabon, qui les présente comme de redoutables pillards, très audacieux,,,,.
Ces pratiques, ainsi que l'isolement dans lequel ils vivent, incitent les sources grecques, puis romaines, notamment Plutarque dans ses Vies parallèles, appuyé sur des sources grecques disparues, à présenter le peuple des Cosséens comme des animaux à civiliser,.

### Organisation sociale
L'organisation des Cosséens serait celle de petites communautés rurales, agglomérées autour d'un terroir, à l'image des peuples voisins. Ces communautés sont soumises à des dynastes locaux, interlocuteurs autonomes et privilégiés du roi achéménide. Ces communautés vivent des produits de la terre ; Ptolémée évoque des villages, abandonnés pour des refuges moins faciles d'accès lors des incursions macédoniennes d'Alexandre le Grand, puis d'Antigone le Borgne. Strabon dépeint un tout autre mode de vie, les présentant comme une population remuante : Vivant dans des grottes, les Cosséens délaissent le travail de la terre, menant de continuelles expéditions de pillages pour compléter leur régime de chasseur-cueilleur,,,,.

## Les Cosséens face aux puissances régionales de leur époque

### Autonomie dans l'empire achéménide
Peuple insoumis, autonome dans le cadre de l'empire perse, les Cosséens entretiennent des rapports d'« hostilité réglementée » avec le grand roi,.
En effet, ils prélèvent sur le grand roi un droit de passage, lors de son voyage annuel dans la région, véritable détour éloignant le grand roi de la route principale reliant Suse à Ecbatane, les deux capitales de l'empire perse. À ce droit de passage, le grand roi ajoute des dons d'honneur pour les notables cosséens, qui s'affirment comme ses interlocuteurs privilégiés. Cependant, ce tribut est versé en échange de la fourniture d'un contingent employé au sein des armées perses, les Cosséens jouissant de la réputation d'être des guerriers redoutables, et de la reconnaissance de la suzeraineté perse. Ainsi, un contingent cosséen est présent à la bataille de Gaugamèles, placé au centre du dispositif perse,,,,,,,.
Leur territoire suscite les convoitises des souverains perses puis hellénistiques, en raison des ressources en bois qu'il recèle.

### Conquête d'Alexandre

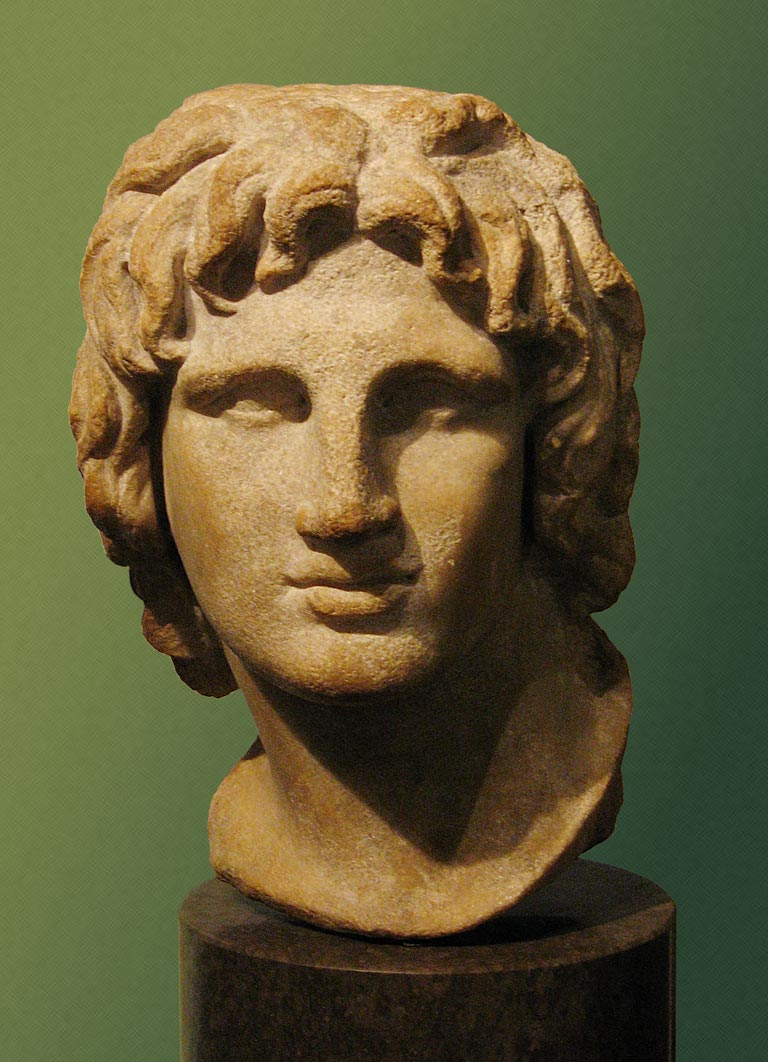
Alexandre le Grand soumet les Cosséens en 323, après une rapide campagne, puis les place sous son contrôle direct.

La conquête de la Médie par les Grecs ne crée pas, dans un premier temps, d'interaction entre les conquérants et les Cosséens, ces derniers restant largement à l'écart des régions contrôlées par les Grecs. Cependant, la conquête d'Alexandre modifie les rapports entre ce peuple et les souverains hellénistiques,.
Les Cosséens sont réduits par Alexandre à la fin de son règne fin 324-début 323, au cours d'une campagne de quarante jours menée après la mort de Héphaistion, son favori. Celui-ci détache des troupes légères, destinées à les soumettre rapidement, lors d'opérations assimilées à des « chasses » par Plutarque et se soldant par le massacre de tous les hommes en âge de porter les armes,,,,.
Le statut de ce peuple dans l'empire d'Alexandre demeure inconnu, mais il semble que, ayant été soumis par les armes, il se soit montré remuant, déjà sous la tutelle du Conquérant. Le versement d'un tribut et la fourniture de soldats matérialisent ce lien de dépendance juridique : en effet, un contingent cosséen est présent au sein de l'armée royale rassemblée par Peucestas peu avant la mort d'Alexandre. Cependant, selon Arrien et Plutarque, la dépendance directe des Cosséens à l'égard du pouvoir royal masque en réalité des liens très lâches entre le roi et ce peuple,,,.
Pour contrôler les Cosséens, Alexandre multiplie les fondations de cités placées en périphérie de la Kossaia et aux différents points stratégiques, afin de contrôler efficacement le territoire que ce peuple occupe. Pierre Briant analyse ces fondations de cités, mentionnées par Polybe, Diodore de Sicile, comme l'édification d'un réseau de forteresses établies à des points stratégiques du territoire des Cosséens et destinées à en contrôler les accès,,,.

### Indépendance durant la période hellénistique
La mort d'Alexandre n'interrompt pas les tentatives pour soumettre ce peuple remuant ; en effet, durant les guerres des Diadoques, lors de son passage en Médie, Antigone, ne souhaitant pas s'acquitter du don royal des Achéménides aux Cosséens, attaque ce peuple en 317 pour contrôler directement les abords de la route royale, sans succès selon Diodore de Sicile : L'auteur insiste en effet sur la dureté de la résistance des Cosséens, entraînant de nombreux morts dans l'armée du Diadoque,,,.
La conquête du territoire cosséen par Alexandre le Grand modifie les liens unissant ce peuple et le pouvoir royal. En effet, les Achéménides ont mis en place des modalités d'exploitation du territoire cosséen basées sur la fourniture de ce dont ce peuple dispose en abondance, à savoir des guerriers ; au contraire, les Séleucides aspirent à l'imposition d'un tribut, destiné à rémunérer leur armée de mercenaires. De ce fait, les Séleucides n'ont, à aucun moment, cherché à intégrer les Cosséens dans leur empire, mais simplement à contrôler les abords de la route royale reliant Suse à Ecbatane, traversant les régions contrôlées par les Cosséens. Cette politique se traduit par la fondation de la cité de Laodicée/Nehavend, ne remettant cependant pas en cause la forte autonomie dont jouissent les populations établies dans son voisinage immédiat,,.
Ainsi, durant toute la période d'occupation hellénistique de la Médie, les Cosséens jouissent d'une indépendance réelle, bénéficiant du caractère lâche du maillage séleucide dans le massif du Zagros. Le tribut dû au roi et à ses représentants n'est alors plus perçu systématiquement, tandis que le contrôle séleucide sur le territoire des Cosséens s'exerce avec une acuité variable selon les périodes de domination séleucide en Iran occidental. Dans les années 160, alors que le pouvoir séleucide dans les Hautes satrapies connaît un processus de décomposition devant aboutir à l'éviction des Séleucides d'Iran, les Cosséens, alliés aux Élyméens, participent aux guerres qui jalonnent l'histoire de cette région. En effet, ils fournissent un contingent de 13 000 archers au roi de l'Elymaïde, Kamniskirès, dont l'armée est alors lancée à la conquête de Suse en 147,,,,.